# Marie-Louise Demeester
Marie-Louise Demeester (* 8. April 1857 in Roeselare; † 10. Oktober 1928 in Heverlee) war eine belgische römisch-katholische Ordensschwester, Missionarin und Ordensgründerin. Sie steht am Anfang der Soeurs missionnaires de l‘Immaculée Coeur de Marie (I.C.M).

## Leben und Werk
Marie-Louise Demeester (auch: De Meester) besuchte die Internatsschule der Augustinerinnen in Ypern und das Ursulinengymnasium in Tournai. Im Alter von 22 Jahren trat sie in den Orden der Kanonissinnen (Augustiner-Chorfrauen) von Ypern ein. Als das Bistum Brügge ihrem Wunsch nach Missionsarbeit in Indien, wohin der Karmelit Victor Verleure († 1897) sie gerufen hatte, endlich nachkam, verließ sie 1897 das Kloster zusammen mit einer Mitschwester, reiste nach Indien und gründete an der Südspitze Indiens in Mulagumudu (Distrikt Kanyakumari) den Missionsorden der Augustiner-Kanonissinnen (Missionary Canonesses of St. Augustine). 1905 reiste sie vorübergehend nach Belgien zurück, um in ihrer Geburtsstadt mit Hilfe einer Tante Ordensgebäude und ein Noviziat einzurichten. Sie folgte Einladungen durch die Scheutvelder Missionare und durch die Redemptoristen und gründete Niederlassungen auf den Philippinen (1910), in der Karibik (1914), in Belgisch Kongo (1920) und in China (1923).
Da das Kloster in Roeselare im Ersten Weltkrieg verwüstet wurde, wechselten die Schwestern, deren Noviziat 1918 bereits über hundert Köpfe zählte, nach Dilbeek, Löwen und endgültig nach Heverlee, wo sie den Ortsteil „De Jacht“ (Die Jagd) bewohnten und im Volksmund als Susters van de Jacht („Schwestern von der Jagd“) bekannt waren. Noch vor der Fertigstellung des Ordenshauses starb die Gründerin 1928 im Alter von 71 Jahren und wurde am Ort beigesetzt. In ihrer Geburtsstadt Roeselare wurde ihr 1999 bei der Michaelskirche ein Standbild errichtet. Von 1944 bis 1996 wurden Niederlassungen des Ordens in 10 weiteren Ländern eröffnet (darunter die Vereinigten Staaten und Brasilien). 1963 schloss sich die Gemeinschaft den Scheutvelder Missionaren an und nannte sich fortan Missionary Sisters of the Immaculate Heart of Mary (I.C.M.).